# 偉大的三巨頭 (高爾夫)

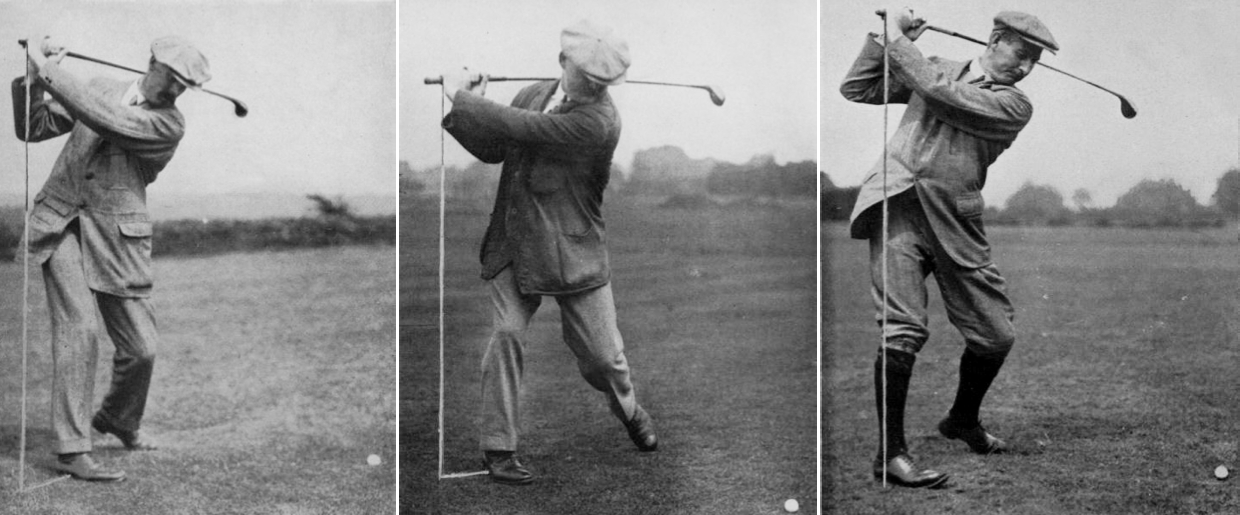
分析布列德，泰勒和瓦登在上桿時的差異

在高爾夫中，偉大的三巨頭是指三位在19世紀末期至20世紀初期的英國最佳高爾夫球選手：哈利·瓦爾登，约翰·亨利·泰勒，以及詹姆斯·布列德。這三人在1894年至1914年之間舉辦的21屆英国高尔夫球公开赛中共獲得了16屆的冠軍，其中瓦登贏了六屆，布列德和泰勒則各赢了五屆。在剩下未能獲勝的那五屆裡，他們其中的一或二位也獲得亞軍。

## 英國高爾夫球公開賽–其他獲勝者1894-1914
| 年份 | 冠軍             | 獲勝差距  | 亞軍(s)                       |
| ---- | ---------------- | --------- | ----------------------------- |
| 1897 | 哈洛德·希爾頓(a) | 1 stroke  | 詹姆斯·布列德                 |
| 1902 | 珊迪·海德        | 1 stroke  | 詹姆斯·布列德, 哈利·瓦登      |
| 1904 | 傑克·懷特        | 1 stroke  | 詹姆斯·布列德, 约翰·亨利·泰勒 |
| 1907 | 阿諾·梅西        | 2 strokes | 约翰·亨利·泰勒                |
| 1912 | 泰德·雷          | 4 strokes | 哈利·瓦爾登                   |